# Episodi di Austin & Ally (quarta stagione)
La quarta e ultima stagione della serie televisiva Austin & Ally è andata in onda negli Stati Uniti d'America su Disney Channel dal 18 gennaio 2015. In Italia è stata trasmessa dal 15 gennaio 2016 al 15 luglio 2016. 
Difatti, non seguendo la programmazione americana e creando pertanto delle incongruenze, viene mandato in onda prima l'episodio 12, L'entrata in scena, anziché l'episodio 9, La mini manager: è in quest'ultimo che Jimmy Starr permette ad Austin di tornare ad esibirsi, perché in L'entrata in scena Austin torna sul palco.
| n° | Titolo originale                    | Titolo italiano                           | Prima TV USA      | Prima TV Italia  |
| -- | ----------------------------------- | ----------------------------------------- | ----------------- | ---------------- |
| 1  | Buzzcuts & Beginnings               | Ognuno per la sua strada                  | 18 gennaio 2015   | 15 gennaio 2016  |
| 2  | Mattress Stores & Music Factories   | Hobby e materassi                         | 25 gennaio 2015   | 22 gennaio 2016  |
| 3  | Grand Openings & Great Expectations | Un'inaugurazione rischiosa                | 8 febbraio 2015   | 29 gennaio 2016  |
| 4  | Seniors & Señors                    | L'esame di spagnolo                       | 15 febbraio 2015  | 12 febbraio 2016 |
| 5  | Homework & Hidden Talents           | Talenti nascosti                          | 28 marzo 2015     | 19 febbraio 2016 |
| 6  | Duos & Deception                    | Duetti e tradimenti                       | 19 aprile 2015    | 8 aprile 2016    |
| 7  | Wedding Bells & Wacky Birds         | Finti matrimoni e spot pubblicitari       | 3 maggio 2015     | 26 febbraio 2016 |
| 8  | Karaoke & Kalamity                  | Boscaioli e cantanti                      | 14 giugno 2015    | 10 giugno 2016   |
| 9  | Mini-Me's & Muffin Baskets          | La mini manager                           | 21 giugno 2015    | 17 giugno 2016   |
| 10 | Dancers & Ditzes                    | La danza del sangue                       | 12 luglio 2015    | 11 marzo 2016    |
| 11 | Mysteries & Meddling Kids           | Misteri e ragazzi ficcanaso               | 26 luglio 2015    | 18 marzo 2016    |
| 12 | Comebacks & Crystal Balls           | L'entrata in scena                        | 9 agosto 2015     | 4 marzo 2016     |
| 13 | Burdens & Boynado                   | Lotta e fuga                              | 23 agosto 2015    | 25 marzo 2016    |
| 14 | Bad Seeds & Bad Dates               | Innamoramenti e contromisure              | 20 settembre 2015 | 1º aprile 2016   |
| 15 | Scary Spirits & Spooky Stories      | Spettri terrificanti e storie del terrore | 4 ottobre 2015    | 5 febbraio 2016  |
| 16 | Rejection & Rocket Ships            | Ricordi d'infanzia e speranze future      | 8 novembre 2015   | 24 giugno 2016   |
| 17 | Cap and Gown & Can't Be Found       | Tocchi, toghe e tomi                      | 22 novembre 2015  | 1º luglio 2016   |
| 18 | Santas & Surprises                  | Un amore di elfo                          | 6 dicembre 2015   | 8 luglio 2016    |
| 19 | Musicals & Moving On                | Musical e partenze                        | 10 gennaio 2016   | 15 luglio 2016   |
| 20 | Duets & Destiny                     | Duetti e destini                          | 10 gennaio 2016   | 15 luglio 2016   |

## Ognuno per la sua strada
- Titolo originale: Buzzcuts & Beginnings
- Diretto da: Shelley Jensen
- Scritto da: Kevin Kopelow e Heath Seifert

### Trama
Il tour di Ally è giunto a una conclusione, lei e Austin sono tornati a Miami, dove li aspettano Dez e Trish e, la sera stessa, chiuderà il suo tour. Dopo l'esibizione Austin è felice che finalmente i quattro possano passare l'anno del diploma insieme, ma viene a scoprire che i suoi amici hanno già altri impegni e non torneranno a scuola. Sentendosi solo ne parla con Mimi la quale gli consiglierà di frequentare la scuola militare. Nel frattempo, Ally, Dez e Trish non sono convinti di ripartire e decidono di restare, ma quando devono andare ad avvisare Austin lui è già alla scuola militare. Così i tre lo raggiungono prima che sia troppo tardi. Austin, Ally, Dez e Trish sono pronti così ad affrontare anche questo anno insieme.
- Guest star: Jill Benjamin (Mimi Moon), Jason Sims-Prewitt (Guardia), Phillip Chbeeb (Ballerino), Marko Germar (Ballerino), Cyrus Spencer (Ballerino), Sasha Mallory (Ballerina), Natasha Kassar (Ballerina).
- Canzoni presenti: A Billion Hits (Ross Lynch), No Place Like Home (Laura Marano)

## Hobby e materassi
- Titolo originale: Mattress Stores & Music Factories
- Diretto da: Shelley Jensen
- Scritto da: Kevin Kopelow e Heath Seifert

### Trama
Mentre Austin sta cercando un nuovo hobby che possa sostituire la musica, Ally inizia a dare lezioni di musica al Sonic Boom. Non trovando un hobby Austin inizia a lavorare nell'azienda di famiglia, non essendone però felice, cerca di licenziarsi in tutti i modi con l'aiuto di Dez e Trish. Ally, nel frattempo, grazie all'aiuto di Lily, una bimba a cui dà lezioni, capisce che da sola non riesce a tenere lezioni quindi pensa di mettere su un'accademia della musica dove possono impegnarsi tutti e quattro e i bambini imparano a comporre, a suonare strumenti, a entrare nel mondo del business e a girare video. Dez, Austin, Ally e Trish sono pronti per iniziare un'altra nuova esperienza insieme.
- Guest star: Andy Milder (Lester Da), John Henson (Mike Moon), Jill Benjamin (Mimi Moon), Mimi Kirkland (Lily), Ryan P. Shrime (Cliente).

## Un'inaugurazione rischiosa
- Titolo originale: Grand Openings & Great Expectations
- Diretto da: Shelley Jensen
- Scritto da: Kevin Kopelow e Heath Seifert

### Trama
I ragazzi hanno fondato la A&A Music Factory. Ma durante un'intervista Dez e Trish affermano di essere capaci di insegnare a dei bambini senza esperienze a suonare in una band in meno di una settimana. E ora, in vista dell'inaugurazione, devono riuscirci davvero.
- Guest star: Briana Lane (Beverly Robbins), Claire Engler (Dylan), Mar Mar (Herman), Isaak Presley (Max), Mimi Kirkland (Lily).

## L'esame di spagnolo
- Titolo originale: Senior & Señors
- Diretto da: Eric Dean Seaton
- Scritto da: Steve Freeman e Aaron Ho

### Trama
La scuola è iniziata e Austin, Ally, Trish e Dez sono pronti per il loro ultimo anno, ma Austin scopre di non avere il credito in Spagnolo siccome è andato in tour e non ha dato l'esame ed è così costretto a darlo quest'anno altrimenti rimarrà un altro anno a scuola e non sarà con i suoi amici. Grazie a Trish impara lo spagnolo ed è pronto per l'esame ma la mattina non si sveglia in tempo, ma la sera durante la festa canta una canzone in spagnolo e la professoressa gli dice che è passato e potrà trascorrere il suo ultimo anno con i suoi amici.
- Guest star: Bruno Amato (Coach Simmons), Alex Meneses (Señora Gomez), Kahyun Kim (Sun Hee), Sergio Cardenas (Mariachi Singer/Sergio)
- Canzoni presenti: Spanish Song (Ross Lynch)

## Talenti nascosti
- Titolo originale: Homework & Hidden Talents
- Diretto da: Craig Wyrick-Solari
- Scritto da: Heath Seifert e Kevin Kopelow

### Trama
Ally vuole dimostrare a Austin che può trovare il talento musicale nascosto di una nuova studentessa, Shelby, che vive la sua vita sotto l'ombra di sua sorella maggiore Violet, un'adolescente autodidatta, capace di suonare il violino già all'età di tre anni. Austin e Ally fanno una scommessa sulle abilità di Shelby di suonare il violino. Ma in seguito, trovano in Shelby delle abilità nella danza così che Shelby dimostrerà a sua sorella che anche lei ha talento.
- Guest star: Brooke Sorenson (Violet Hayden), Maddie Ziegler (Shelby Hayden)
- Canzoni presenti: Finally Me (Laura Marano)

## Duetti e tradimenti
- Titolo originale: Duos & Deception
- Diretto da: Jean Sagal
- Scritto da: Samantha Silver e Joey Manderino

### Trama
Alla A&A Music Factory, arrivano Bobby e Billie del Billie e Bobby show, che vogliono sabotare la scuola per aprirsene una loro, ma i nostri amici li fermano in tempo salvando la scuola.
- Guest star: Ryan McCartan (Billie), Dove Cameron (Bobbie), Leslie David Baker (sig. Schxlumbraugh), Mimi Kirkland (Lily).

## Finti matrimoni e spot pubblicitari
- Titolo originale: Wedding Bells & Wacky Birds
- Diretto da: Adam Weissman
- Scritto da: Rachel McNevin

### Trama
Quando Austin e Ally sono accoppiati insieme in Economia Domestica, si immaginano la vita insieme come una coppia sposata. Nel frattempo, Trish comunica a Dez che dovrà dirigere uno spot pubblicitario dove ritroverà Carrie come attrice dello spot.
- Guest star: Carla Delaney (sig.ra Towsend), Harry Van Gorkum (Armand Bianchi), Hannah Kat Jones (Carrie), Christian Gehring (Landon)

## Boscaioli e cantanti
- Titolo originale: Karaoke & Kalamity
- Diretto da: Shelley Jensen
- Scritto da: Steve Freeman e Aaron Ho

### Trama
Austin si traveste da un boscaiolo per partecipare a delle serate di karaoke, 
ma viene scoperto da Jimmy Starr, che voleva riprenderlo ma lo ricaccia di nuovo.
- Guest star: Skylar Stecker (Ridley), Richard Whiten (Jimmy Starr), Paul LeClair (zio cowboy di Dez).
- Canzoni presenti: Illusion (Ross Lynch), Can You Feel It (Ross Lynch), Chasin' the Beat of My Heart (Ross Lynch), I Think About You (Ross Lynch), Parachute (Skylar Stecker), Me and You (Skylar Stecker)

## La mini manager
- Titolo originale: Mini-Me's & Muffin Baskets
- Diretto da: Shelley Jensen
- Scritto da: Samantha Silver e Joey Manderino

### Trama
Trish insegna a Sadie, una nuova alunna dell'Accademia Musicale, i segreti del lavoro di manager musicale. Sadie, cancella lo show in programma alla scuola e sfrutta i contatti di Trish per organizzare un suo show.
- Guest star: Richard Whiten (Jimmy Starr), Lauren Lindsey Donzis (Sadie), Mar Mar (Herman), Isaak Presley (Max), Skylar Stecker (Ridley Rogers)
- Canzoni presenti: Play My Song (Laura Marano)

## La danza del sangue
- Titolo originale: Dancers & Ditzers
- Diretto da: Adam Weissman
- Scritto da: Kevin Kopelow e Heath Seifert

### Trama
Ally deve esibirsi alla cerimonia dei Miami Video Music Awards, ma i produttori credono che non sia portata per la danza. Trish li convince però a darle una chance. Carrie, invece, deve vincere la sua goffaggine per consegnare i trofei ai vincitori.
- Guest star: Becky G (se stessa), Baron Jay (Elettricista #1), Hannah Kat Jones (Carrie), Russ Marchand (Jett Deely), Katie Wee (Sheila Berman)
- Canzoni presenti: Can't Stop Dancin' (Becky G), Dance Like Nobody's Watching (Laura Marano)

## Misteri e ragazzi ficcanaso
- Titolo originale: Mysteries & Meddling Kids
- Diretto da: Laura James
- Scritto da: Steve Freeman e Aaron Ho

### Trama
I nostri amici partecipano a una festa organizzata dalla scuola stile anni '70. Così Ally, Austin, Dez e Trish si vestono da protagonisti di un fumetto assieme alla capra detective che risolvono anche i casi più intricati. E proprio durante la festa qualcuno ruba il diario delle canzoni di Ally.
- Guest star: Sherry Weston (sig.ra Kravitz), John Paul Green (Chuck), Roman Zaragoza (Miles), Carrie Wampler (Brooke), Cassidy Ann Shaffer (Kimmy)

## L'entrata in scena
- Titolo originale: Comebacks & Crystal Balls
- Diretto da: Craig Wyrick-Solari
- Scritto da: Jeny Quine

### Trama
Austin è preoccupato. A pochi giorni dal concerto che segnerà il suo rientro in scena, infatti, una veggente gli ha predetto un imminente fallimento. Ally pensa che la causa della sfortuna sia Dez, ma si sbaglia di grosso.
- Guest star: Pamala Tyson (Miss Claire)
- Canzoni presenti: Take It from the Top (Ross Lynch), Upside Down (Ross Lynch)

## Lotta e fuga
- Titolo originale: Burdens & Boynado
- Diretto da: Shelley Jensen
- Scritto da: Samantha Silver e Joey Manderino

### Trama
Quando la boy-band cliente di Trish "Boynado" rischia di dividersi, lei cerca di trovare un modo per risolvere i loro problemi. Nel frattempo, Austin e Ally cercano di aiutare un ex sosia a trovare la sua strada.
- Guest star: Kylend Hetherington (Devin), Luke O' Sullivan (Nigel), Chris Trousdale (Rupert), Rico Rodriguez (Benny)
- Canzoni presenti: Heard It on the Radio (Ross Lynch), Boynado (Boynado), Unite to Fight the Storm (Boynado), I Can't Let You Go (Boynado)

## Innamoramenti e contromisure
- Titolo originale: Bad Seeds & Bad Dates
- Diretto da: Laura James
- Scritto da: Jeny Quine

### Trama
Alla A&A Music Factory si è iscritto un bambino pestifero. Ally e i suoi amici non lo sopportano, ma scoprono che si tratta del figlio della nuova fidanzata del papà di Ally.
- Guest star: Jean Villepique (Joanna), Dillon Fitzgerald (Mikey), Andy Milder (Lester Dawson), Mar Mar (Herman).

## Spettri terrificanti e storie del terrore
- Titolo originale: Scary Spirits & Spooky Stories
- Diretto da: Andy Fickman
- Scritto da: Garron Ma

Durante la visita a New York, al Central Park Spooktacular, il gruppo si ispira e inizia a raccontare le proprie storie del terrore.
- Guest star: Trinitee Stokes, Kamil McFadden

## Ricordi d'infanzia e speranze future
- Titolo originale: Rejection & Rocket Ships
- Diretto da: Raini Rodriguez
- Scritto da: Rachel McNevin

### Trama
Ally sogna di andare a Harvard e riesce ad ottenere il colloquio d'ammissione. Per il suo nervosismo e per qualche consiglio sbagliato il colloquio non va bene. Intanto Austin e Dez scoprono che la giostra da loro preferita da bambini sta per essere rimossa.
- Guest star: Bryant Tardy (Gabe), Robin Riker (sig.ra Whitfield).
- Nota. Questo episodio è stato diretto da Raini Rodriguez (Trish).

## Tocchi, toghe e tomi
- Titolo originale: Cap and Gown & Can't be Found
- Diretto da: D.W. Moffett
- Scritto da: Jeny Quine

### Trama
Ally per partecipare alla cerimonia del diploma deve restituire alla biblioteca un libro preso in prestito quattro anni fa, altrimenti non potrà partecipare. Intanto Trish si accorge che nell'annuario c'è solo una sua foto e Dez e Chuck le fanno foto in ogni attività scolastica cosicché appaia più frequentemente nell'annuario.
- Canzoni presenti: Jump Back, Kiss Yourself (Ross Lynch)

## Un amore di elfo
- Titolo originale: Santas & Secrets
- Diretto da: Jean Sagal
- Scritto da: Wayne Conley

### Trama
- Guest star: Izzy Diaz (dott. Salt), Jim O'Heir (Babbo Natale), Mar Mar (Herman), Mimi Kirkland (Lily).
- Canzoni presenti: Perfect Christmas (Ross Lynch & Laura Marano)

## Musical e partenze
- Titolo originale: Musicals & Moving On
- Diretto da: Craig Wyrick-Solari
- Scritto da: Aaron Ho e Steve Freeman

### Trama
Ally e Austin sono in procinto di partire per andare rispettivamente al college e in tournée, intenzionati a lasciare la scuola nelle mani di Trish. Ma quest'ultima ottiene un ruolo in un musical molto importante che potrebbe portarla a calcare le scene di Broadway. Trish si trova costretta a una scelta, partire o restare. La ragazza decide di seguire i suoi sogni e lasciare Miami ma i quattro non sono d'accordo e litigano. Trish capisce di non poter litigare con i suoi amici e durante lo spettacolo canta una canzone per farli scusare l'un con l'altro. Decide così di restare a Miami e aprire un'agenzia di management. Il direttore dello spettacolo, tuttavia, decide di non perderla e di lasciare che lo spettacolo si svolga a Miami. I quattro sono così pronti a ripartire con nuove avventure, sapendo che la scuola non chiuderà.
- Canzoni presenti: You've Got a Friend (Raini Rodriguez)

## Duetti e destini
- Titolo originale: Duets & Destiny
- Diretto da: Shelley Jensen
- Scritto da: Heath Seifert e Kevin Kopelow

### Trama
Dopo aver deciso di seguire ognuno la propria strada, Austin e Ally si sono lasciati, in quanto ormai non potevano stare più insieme perché la vita li stava portando in direzioni troppo diverse. Quattro anni dopo, tuttavia, Austin, Ally, Trish e Dez si ritrovano ancora una volta a Miami. Trish e Dez decidono infatti di far rincontrare i due amici a loro insaputa all'Helen Show cosicché possano capire quanto ognuno valga per l'altro e tornare insieme. Allo show, i due si ritrovano completamente stupiti insieme, ma dopo alcuni imbarazzi Austin ed Ally capiscono di non aver mai smesso di amarsi, così cantano insieme la nuova canzone della ragazza in diretta e, dopo aver concluso l'esibizione con un bacio, i due tornano insieme e decidono di formare insieme un duo musicale ufficiale per non doversi più separare.
Dieci anni dopo, i quattro amici si ritrovano di nuovo alla Austin e Ally Music Factory. Ora i due sono grandi star musicali, sono sposati e hanno due bambini, mentre Dez è un affermato regista, sposato con Carrie e con un figlio e Trish è un'attrice, sposata con Chuck e madre di una bambina. I quattro sono pronti a continuare con le loro vite e si giurano eterna amicizia nella scuola che li ha visti crescere e diventare grandi celebrità.
- Canzoni presenti: Two in a Million (Ross Lynch & Laura Marano)